# س. دبليو. بوست
س. دبليو. بوست (بالإنجليزية: C. W. Post)‏ هو اخصائي تغذية أمريكي، ولد في 26 أكتوبر 1854 في سبرينغفيلد في الولايات المتحدة، وتوفي في 9 مايو 1914 في سانتا باربارا في الولايات المتحدة.

## وصلات خارجية
- س. دبليو. بوست على موقع الموسوعة البريطانية (الإنجليزية)
- س. دبليو. بوست على موقع إن إن دي بي (الإنجليزية)